# Kirkjubólsfjall
Kirkjubólsfjall är en kulle i republiken Island. Den ligger i regionen Västfjordarna, 160 km norr om huvudstaden Reykjavík. Toppen på Kirkjubólsfjall är 348 meter över havet.
Trakten runt Kirkjubólsfjall är nära nog obefolkad, med mindre än två invånare per kvadratkilometer. Närmaste större samhälle är Hólmavík, omkring 13 kilometer norr om Kirkjubólsfjall. Trakten runt Kirkjubólsfjall består i huvudsak av gräsmarker.